# Cryphia ravuloides
Cryphia ravuloides är en fjärilsart som beskrevs av Charles Boursin 1954. Cryphia ravuloides ingår i släktet Cryphia och familjen nattflyn. Inga underarter finns listade i Catalogue of Life.